# 大丈夫 (Hilcrhymeの曲)
「大丈夫」（だいじょうぶ）は2010年4月28日発売のHilcrhymeのメジャー4枚目となるシングルである。同ユニットの2010年第1弾シングルである。

## 概要
- 初回限定盤のみ、2010年3月14日に行われたコンサートツアー、『Hilcrhyme TOUR 2010『リサイタル』』新潟テルサ公演の模様が収録されたDVDがつく。

## 背景
- テレビ朝日系の番組『お願い!ランキング』、毎日放送『MUSIC EDGE + Osaka Style』2010年4月度のエンディングテーマとレコチョクのテレビCM曲として起用されている。

## 収録曲
1. 大丈夫（作詞：TOC、作曲：DJ KATSU、編曲：DJ KATSU）　（4：59）
2. 押韻見聞録（作詞：TOC、作曲：DJ KATSU、編曲：DJ KATSU）　（3：51）

## チャート
| チャート（2010年）       | 最高 順位 |
| ------------------------ | --------- |
| オリコン週間チャート     | 6         |
| RIAJ有料音楽配信チャート | 1         |
| CDTV This Week's 100     | 5         |